# Challenger de Verona
El Internazionali di Tennis Città di Verona es un torneo profesional de tenis. Pertenece al ATP Challenger Tour. Se juega desde el año 2021 sobre pistas de tierra batida, en Verona, Italia. La primera edición de este torneo la ganó el danés Holger Rune en dos set.

## Palmarés

### Individuales
| Año  | Campeón     | Finalista       | Resultado |
| ---- | ----------- | --------------- | --------- |
| 2021 | Holger Rune | Nino Serdarušić | 6–4, 6–2  |

### Dobles
| Año  | Campeones                   | Finalistas                      | Resultado        |
| ---- | --------------------------- | ------------------------------- | ---------------- |
| 2021 | Sadio Doumbia Fabien Reboul | Luca Margaroli Gonçalo Oliveira | 7–5, 4–6, [10–6] |